# Marcatrude
Marcatrude est une reine franque du VIe siècle par son mariage avec Gontran.

## Biographie
Fille de Magnachaire, duc des « Francs dits Transjurans » dont le nom indique une parenté possible avec Ragnacaire, roi de Cambrai, elle devient, à une date non connue, la seconde épouse de Gontran, roi des Francs à Orléans et en Bourgogne. Le mariage reste sans descendance et son mari la répudie en 565.

## Source primaire
« Le bon Gontran pris d'abord dans son lit pour concubine Vénérande, servante de quelqu'un de son entourage ; il eut d'elle un fils, Gondebaud. Puis il prit en mariage Marcatrude, fille de Magnacaire. Il envoya alors son fils Gondebaud à Orléans, mais Marcatrude, qui était jalouse, chercha à le faire périr après qu'elle eut elle-même un fils. Ayant envoyé, dit-on, un poison, elle le fit verser dans sa boisson. Après qu'il fut mort, elle perdit à son tour par un châtiment de Dieu le fils qu'elle avait et encourut la haine du roi ; puis répudiée par ce dernier, elle mourut peu de temps après. Après elle Gontran prit Austrigilde surnommée Bobilla, de qui il eut encore deux fils. »

— Grégoire de Tours, Histoire des Francs